# 華蕾莉·董澤利
華蕾莉·董澤利是法國電影工作者，2009年後她陸續執導數部劇情長片，包括代表法國參加奧斯卡最佳外語片競逐的《親愛的別哭》(2011)；2015年，她執導的《Marguerite et Julien》獲選為第68屆坎城影展正式競賽片。

## 早年生活
华蕾莉·董泽利（Valérie Donzelli） 出生于埃皮纳尔（法国）。她在巴黎附近的克雷泰伊长大。她 14 岁时随家人搬到里尔，然后在19岁时回到巴黎。在开始在电影院工作之前，华蕾莉·董泽利最初学习的是建筑，但很快就放弃了。她开始在巴黎第 10 区的市政音乐学院演奏戏剧，但总是对这段时期留下不好的回忆。为了谋生，她在巴黎的一家面包店工作。当时她遇到了 Jérémie Elkaïm，后者成为她在生活和工作上的合作伙伴，并鼓励她辞去音乐学院和面包店的工作，成为一名演员。他们现在有两个孩子;最年长的加布里埃尔 （Gabriel） 启发了电影《宣战》（Declaration of War）。他们现在已经分居，但仍然保持着密切的关系。</ref>

## 私人生活
她與法國演員傑瑞米·艾肯曾交往很長的時間，當初亦是他鼓勵她離開音樂學校且辭掉麵包店工作，促使她成為演員；兩人擁有兩個小孩，後來分手但仍擁有密切的交情，2012年艾肯還演出董澤利執導的《親你跟我這樣做》。

## 執導電影作品
- 2009年:La Reine des pommes
- 2011年:《親愛的別哭》(La Guerre est déclarée)
- 2012年:《親你跟我這樣做》(Main dans la main)
- 2015年:Marguerite et Julien

## 外部連結
- 華蕾莉·董澤利在互联网电影资料库（IMDb）上的資料（英文）